# Canopus
Canopus, eller Alfa Carinae, er en stjerne på himlens sydlige halvkugle, beliggende i stjernebilledet Kølen. Med en deklination ("breddegrad" på himlen) på −52°42' ligger den for langt sydpå til at kunne ses fra Danmark, men i det sydlige USA og fra Afrikas nordkyst kan den observeres.

## Sjælden hvidgul kæmpestjerne
Canopus er en kæmpestjerne i den hvidgule F-spektralklasse, hvilket er sjældent blandt kæmpestjerner, som ellers typisk er meget varme og blå, eller kolde og røde. Af samme grund ved astronomerne ikke ret meget om stjerner af Canopus' slags. Den kan være en kæmpestjerne der er på vej til at blive til en rød kæmpe, eller på vej fra rød kæmpe-stadiet til en anden stjernetype.
Canopus er den tredjeklareste stjerne set fra Jorden, kun overgået af vor egen Sol samt af stjernen Sirius. I absolut størrelsesklasse er Canopus tusinde gange så lysstærk som Sirius, men da afstanden fra Jorden til Sirius er 1/133 af afstanden til Canopus, ser Sirius klarest ud her fra jorden.

## Canopus og navigation i rummet
På grund af dens lysstyrke og position langt væk fra "stjernemylderet" nær ekliptika har mange ubemandede amerikanske rumsonder benyttet Canopus og Solen som "pejlemærker" til at bestemme deres rumlige orientering; særlige "kameraer" eller sensorer monteret på disse rumsonder er indrettet til at "se" og genkende de to himmellegemer.
Koordinater:  06h 23m 57.1099s, −52° 41′ 44.378″